# Observation des satellites artificiels
L'observation des satellites artificiels est une activité qui existe depuis le début de l'ère spatiale. Elle fut encouragée par les autorités des États-Unis devant la menace présentée par les capacités de satellisation de l'URSS. Elle se calque sur l'activité des spotters anglais lors de la Seconde Guerre mondiale. Elle fut baptisée « Operation Moonwatch ».
Actuellement, la plupart des observations se basent sur des calculs d'éphémérides faits par des programmes particuliers à partir de données (TLEs) publiées par le NORAD ou disponibles sur certains sites Web.
L'observation concerne les satellites artificiels encore en activité ou non et les nombreux débris spatiaux.
Occasionnellement, un observateur découvre quelque chose qu'il ne devrait pas voir. C'est ainsi qu'en février 2008, Ted Molczan, un observateur amateur, put détecter un dysfonctionnement du satellite espion américain USA 193 et le faire savoir au public. Ce qui fit la première page du New-York Times : un des secrets les plus coûteux et les mieux gardés des États-Unis était révélé par un amateur.
Les radioamateurs observent aussi les satellites en ondes radio et cela, depuis les premiers 'bip-bip' du Spoutnik 1. Ils disposent de leurs propres satellites (OSCAR), mais écoutent ou communiquent occasionnellement avec d'autres satellites, tels les satellites météorologiques ou les satellites habités lors d'opérations spéciales.

## Conditions d'observation
Pour que le satellite soit observable en visuel, il faut généralement qu'il fasse nuit au sol alors que le Soleil brille toujours à l'altitude du satellite. Ce qui fait que la plupart des observations se font à la tombée de la nuit ou au petit matin. Certaines observations sont cependant possibles en plein jour (flashs Iridium ou occultations par ISS).
En ondes radio, l'observation dépend uniquement du passage du satellite.
Il faut aussi noter que tous les satellites ne sont pas visibles partout. Il peut arriver qu'une faible inclinaison de l'orbite ne mène pas le satellite à la latitude de l'observateur. Un satellite sur une orbite géosynchrone peut ne jamais passer à une heure favorable (par exemple, sur une orbite midi-minuit).
Et, bien sûr, la pollution lumineuse rend difficile (voire impossible) l'observation des objets les plus faibles.
Enfin, les rentrées atmosphériques de satellites ou de débris sont des phénomènes parfois très spectaculaires. La prédiction exacte du lieu de rentrée est cependant difficile. Certains sites les annoncent.

## Types de satellites

### ISS

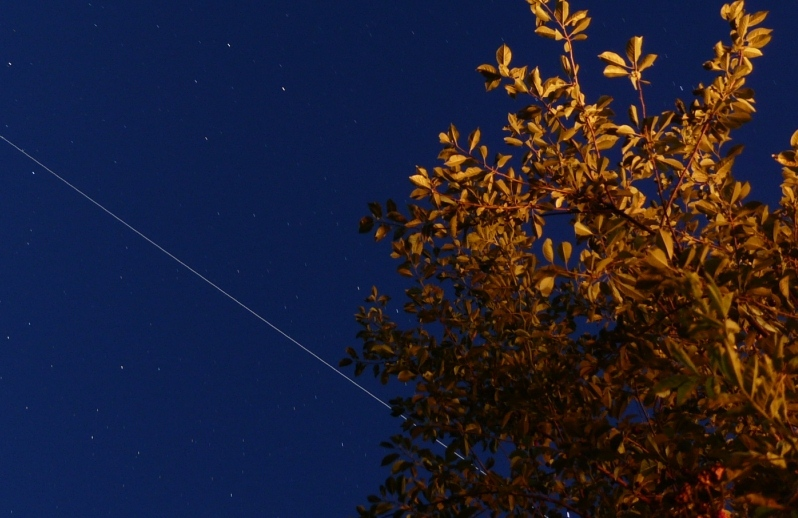
Un passage d'ISS au-dessus de la Pologne en juillet 2008.

Actuellement, la Station Spatiale Internationale est l'objet le plus brillant à traverser le ciel de part en part. Dans le passé, on a pu observer Mir et Skylab. Ce sont de gros satellites en orbite basse.
Certains amateurs, bien équipés, parviennent à en observer des détails. D'autres, réalisent des photos d'occultation du Soleil ou de la Lune par la station lors de transits.
La Station Spatiale Internationale est le satellite le plus facile à observer. Elle est clairement visible à l'œil nu et, lors des passages favorables, défile d'un horizon à l'autre en quelques minutes.

### Iridium

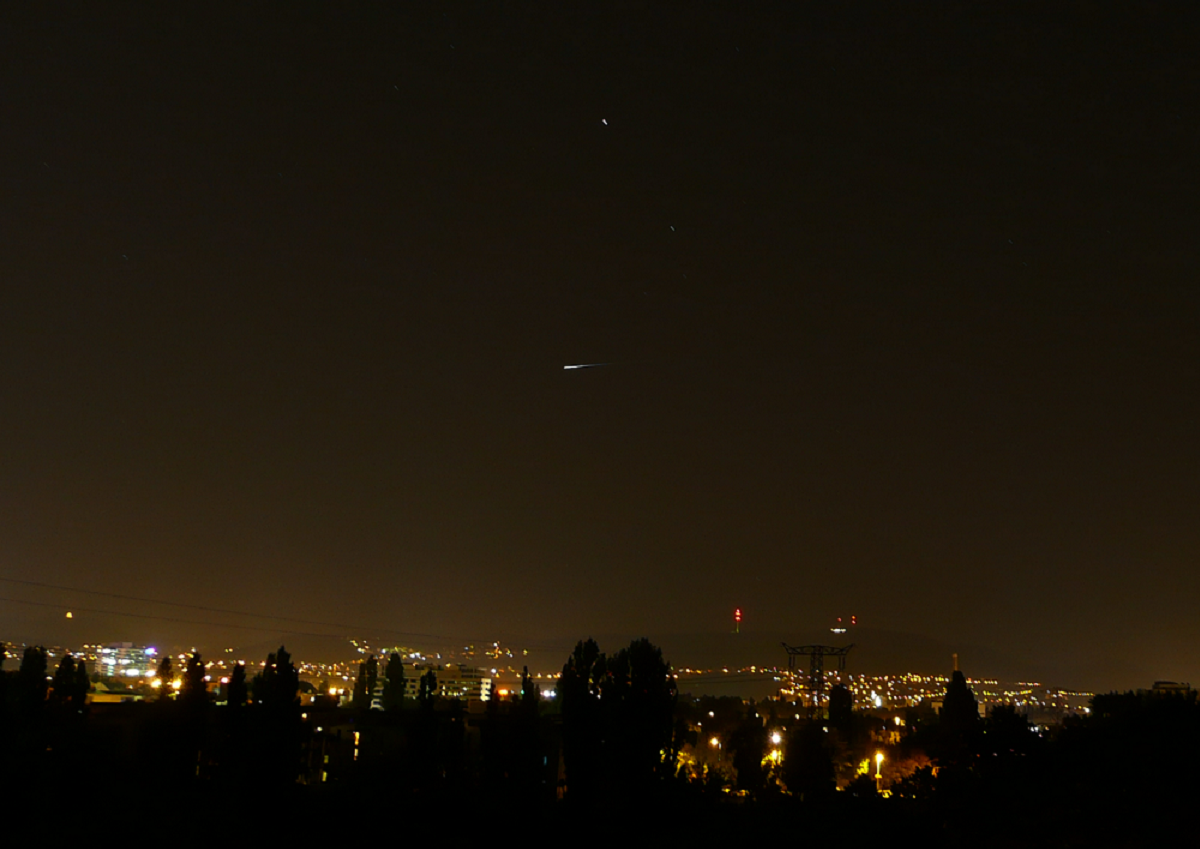
Flare Iridium au-dessus de Budapest en août 2008.

La constellation de satellites Iridium procure des observations intéressantes : les flashes Iridium sont brefs (quelques secondes), localisés et intenses. Ils sont le fait de reflets du Soleil sur de grandes antennes en aluminium. Les satellites de cette constellation étant relativement nombreux, on peut parfois en observer plusieurs par nuit, et plusieurs fois par semaine, dans des conditions favorables (hauts dans le ciel, très brillants et dans un ciel sombre).

### Satellites géostationnaires
Les satellites géostationnaires représentent une classe à part du fait de leur immobilité dans le ciel. Très éloignés (36 000 km), ils ont une magnitude faible, et apparaissent comme des points sur un fond de filé d'étoiles lorsque la photographie est prise avec un appareil fixe. Si l'on zoome et que l'on photographie longtemps, on peut observer le mouvement du satellite dans sa boîte. Certaines positions sont occupées par des groupes de satellites qui ont chacun leur mouvement propre.

### Curiosités
Certains satellites dont on a perdu le contrôle, ou des restes de lanceurs, tournent sur eux-mêmes ('tumbling' en anglais) et envoient des signaux lumineux changeants. La fréquence des éclats aide à leur identification. D'autres objets ont une valeur particulière, comme Vanguard 1 qui est le plus vieil objet en orbite, SuitSat-1 (aujourd'hui retombé) était une expérience originale, la trousse à outils perdue par Heidemarie Stefanyshyn-Piper lors d'une sortie extravéhiculaire le 18 novembre 2008, les satellites STARSHINE... L'observation continue des satellites permet également de surprendre des manœuvres en orbite comme des allumages de moteurs ou des vidanges de réservoir.

## Sources d'éphémérides
Pour savoir où et quand observer, l'amateur dispose de plusieurs sources : des sites Internet et des logiciels d'astronomie :
- Seesat5 est un programme spécialisé en mode texte.
- Certains programmes de planétarium, tel Xephem (en) affichent aussi les satellites.

## Filmographie, bibliographie...
- Le film Ciel d'octobre ('October sky' est une anagramme de 'Rocket boys'), tiré du roman éponyme de Homer Hickam décrit l'ambiance aux États-Unis à la suite de la mise en orbite de Spoutnik 1.